# Jon Whiteley
Jon James Lamont Whiteley (Monymusk, 19 febbraio 1945 – 16 maggio 2020) è stato un attore e storico dell'arte britannico.

## Biografia
La carriera di Jon Whiteley iniziò nella natia Scozia nel 1951 quando all'età di sei anni vinse il primo premio all'Aberdeen Music Festival. La vittoria lo portò a debuttare al cinema l'anno successivo con La colpa del marinaio, a cui seguì nel 1953 I confini del proibito; per la sua interpretazione nel ruolo del piccolo Henry vinse l'Oscar giovanile. Dopo la vittoria dell'Oscar recitò in altri tre film tra il 1955 e il 1956 e in un episodio della serie TV Robin Hood nel 1957. Dopo l'apparizione televisiva la madre lo spinse ad abbandonare la recitazione per dedicarsi all'equivalente britannico dell'esame di terza media. La carriera d'attore di Whiteley si concluse definitivamente nel 1966, quando interpretò Louis Mordain in un episodio della serie TV Jericho.
Jon Whiteley si dedicò quindi allo studio della storia dell'arte, conseguendo laurea e dottorato di ricerca all'Università di Oxford. Pubblicò diversi libri sulla pittura francese e in particolare sulle opere di Paul Delaroche (da lui già affrontato nella tesi di laurea e in quella di dottorato), Jean-Auguste-Dominique Ingres, Pierre Puvis de Chavannes e Claude Lorrain. Assunse il ruolo di curatore della Christ Church Picture Gallery. Lavorò all'Ashmolean Museum di Oxford per oltre trent'anni, in particolare come assistente conservatore della collezione di arte occidentale.
Jon Whitely è morto nel maggio del 2020. Con la moglie Linda, anche lei storica dell'arte, aveva messo al mondo due figli.

## Opere
- Ingres, Hippocrene Books, 1978. ISBN 978-0846702498
- 19th Century European Drawings in the Ashmolean Museum, Ashmolean Museum, 1979. ISBN 978-0900090622
- Oxford and the Pre-Raphaelites, Ashmolean Handbooks, Ashmolean Museum, 1989. ISBN 978-0907849940
- The Ashmolean Museum: Complete Illustrated Catalogue of Paintings, Ashmolean Museum, 2004. ISBN 978-1854441874
- Lucien Pissarro in England: The Eragny Press 1895-1914, Ashmolean Museum, 2011. ISBN 978-1854442536
- Claude Lorrain and the Poetry of Landscape, Lund Humphries Publishers Ltd, 2011. ISBN 978-1848220928

## Filmografia

### Cinema
- La colpa del marinaio (Hunted), regia di Charles Crichton (1952)
- I confini del proibito (The Little Kidnappers), regia di Philip Leacock (1953)
- Il covo dei contrabbandieri (Moonfleet), regia di Fritz Lang (1955)
- L'arma del delitto (The Weapon), regia di Val Guest e Hal E. Chester (1956)
- Il giardiniere spagnolo (The Spanish Gardener), regia di Philip Leacock (1956)

### Televisione
- Robin Hood – serie TV, episodio 3x13 (1957)
- Codice Gerico (Jericho) – serie TV, episodio 1x07 (1966)